# Natuurreservaat Lill Björns
Lill Björns Natuurreservaat is een Zweeds natuurreservaat binnen de gemeente Piteå. Het reservaat ligt in de Pite-archipel in de Botnische Golf. Het reservaat bestaat voor het grootste deel uit water. Slechts een aantal kleine eilandjes maken deel uit van het reservaat: Lill Björn en de twee noordelijkste eilandjes van Ol-Svensastenarna. Het reservaat in ingesteld in 1997. 